# Музейно-литературный центр «Дом поэтов»
Музейно-литературный центр «Дом поэтов» — музей, посвящённый жизни и творчеству Н. С. Гумилёва, А. А. Ахматовой, Л. Н. Гумилёва в селе Градницы Бежецкого района Тверской области.
Музей располагается в усадебном доме Гумилёвых. С 2008 года является филиалом Тверского государственного объединённого музея.

## История
Усадебный дом в деревне Слепнёво Бежецкого уезда Тверской губернии был построен в конце XVIII века и принадлежал помещикам Львовым.
В конце XIX века он перешёл по наследству от старшего брата контр-адмирала Льва Ивановича Львова его сестрам: Варваре, Агате и Анне. Анна Ивановна Гумилёва была матерью поэта Николая Степановича Гумилёва. Он приезжал в усадьбу в 1908 году, а с 1911 по 1917 год сюда каждое лето приезжала его жена Анна Андреевна Ахматова. В 1917 году хозяева оставили усадьбу Слепнёво. После революции опустевшей слепнёвский дом использовали для разных хозяйственных нужд, а деревня Слепнёво постепенно исчезала. В 1935 году дом перевезли в село Градницы, и в нём была открыта школа. В 1987 году школа была переведена в новое здание. Мемориальный дом освободился. В 1989 году, к 100-летию А. А. Ахматовой, здесь была открыта экспозиция в четырёх залах мезонина.
В этом доме были написаны многие стихи, ставшие классическими образцами русской лирики. Со слепнёвским домом связано детство сына поэтов известного историка Льва Николаевича Гумилёва.
В этом доме бывал художник Д. Д. Бушен, поэтесса, художница, общественный деятель, монахиня Е .Ю. Кузьмина-Караваева, известная в Западной Европе как Мать Мария.

## Экспозиция
К 120-летию со дня рождения А. А. Ахматовой создана новая экспозиция. Она занимает семь залов усадебного дома. В музее представлена экспозиция истории деревни Слепнёво и усадебного дома.
На втором этаже воспроизведен интерьер комнаты Анны Андреевны Ахматовой.
Отдельный зал музея посвящен жизни и творчеству Н. С. Гумилёва. Здесь воспроизведен уголок поэта начала XX века. Он обставлен мебелью в стиле модерн: диван, кресла, стулья, письменный стол, подставка для цветов.
В мезонине, в комнате с балконом, экспозиция посвящена Л. Н. Гумилёву. Здесь фотография маленького Лёвы, его детские игрушки, кошелёк, сделанный Лёвушкой для бабушки; журналы, фотографии бежечан — современников Гумилёвых.
В соседнем зале представлена фотовыставка, рассказывающая об основных веках жизненного пути выдающего ученого Л. Н. Гумилёва.
Экспозиция дома демонстрирует, что в начале XX века жизнь и творчество русских поэтов — Анны Ахматовой, Николая Гумилёва, их сына Льва — оказались прочно связаны с Тверским краем с деревней Слепнёво.

## Галерея

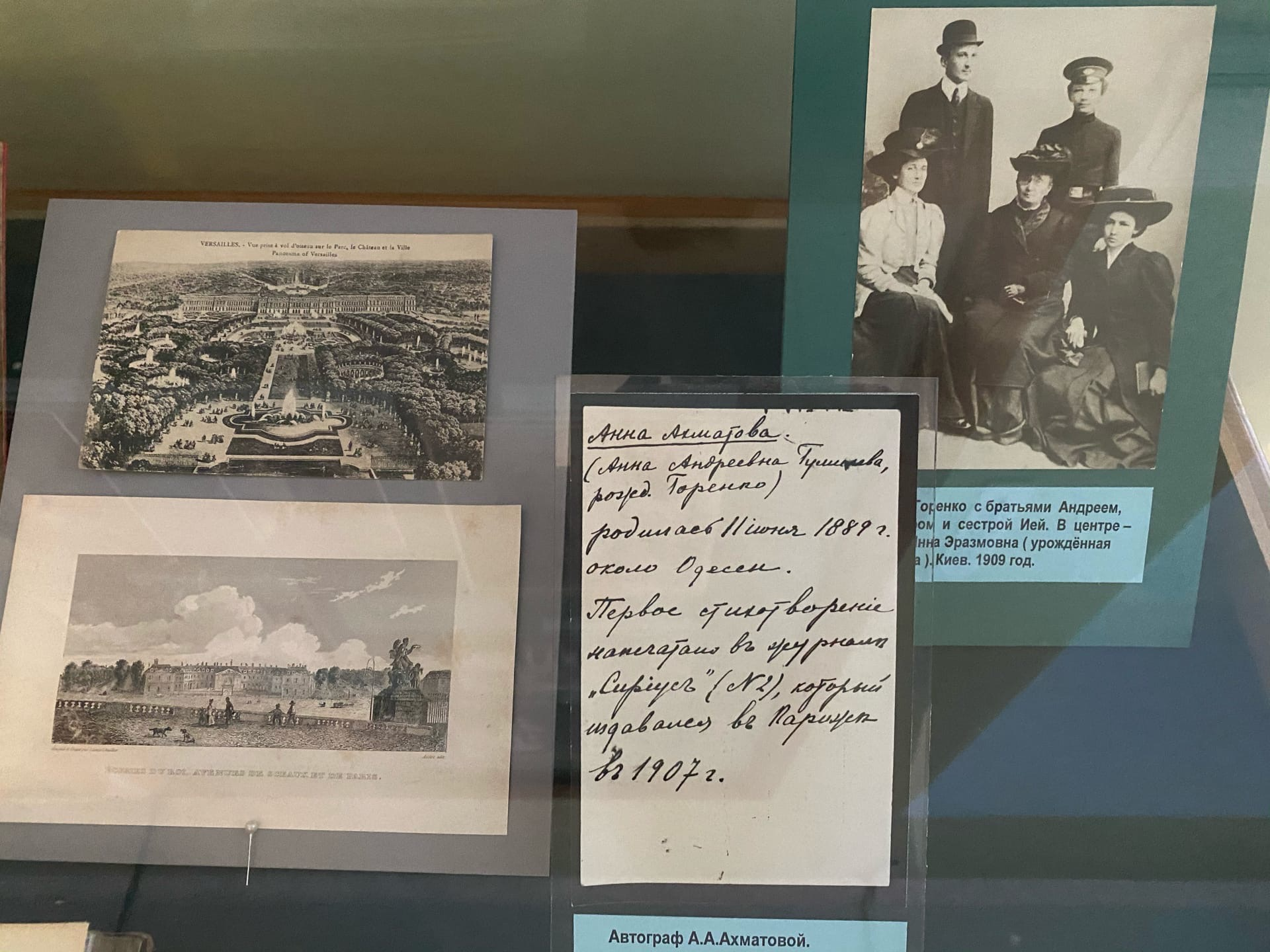
Фотографии и автограф А. А. Ахматовой
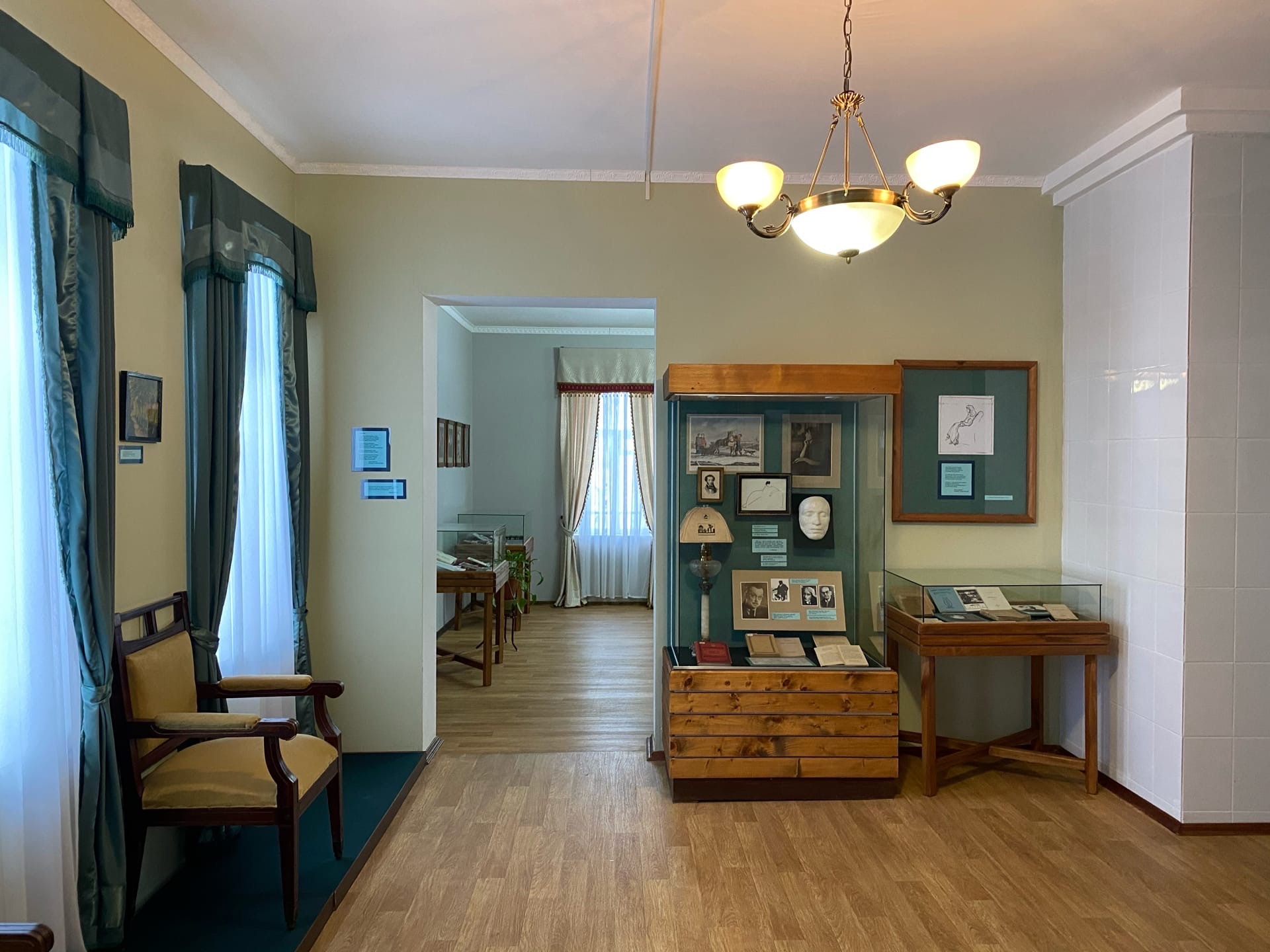
Зал музейно-литературного центра
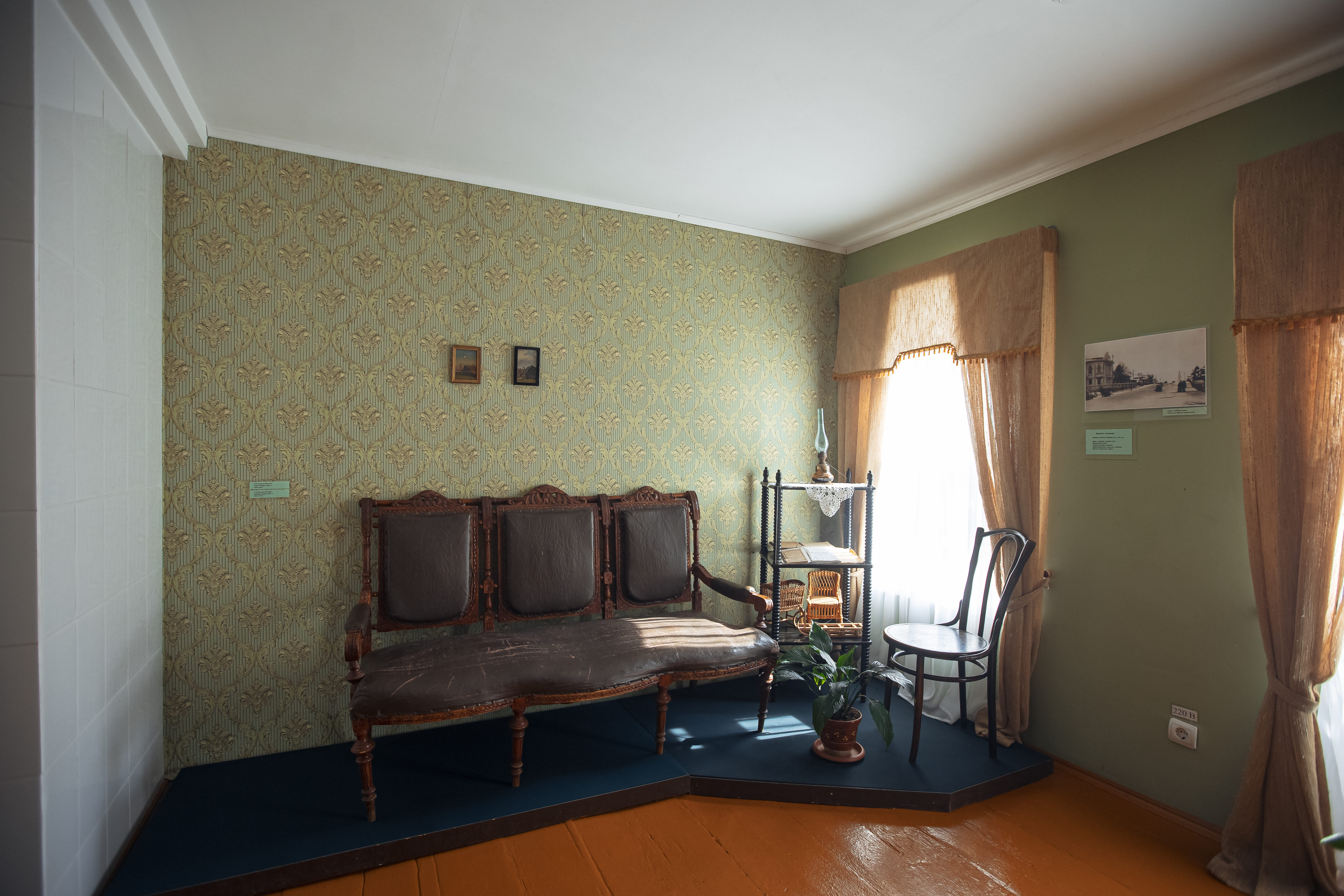
Экспозиция Музейно-литературного центра «Дом поэтов»